# 基夫利面包
基夫利面包（Kifli）是中欧大部分地区常见的一种月牙状的圆面包。据信月牙状的面包或糕点在古代歐洲是献给月亮女神塞勒涅的祭品。基夫利面包被认为是法国牛角面包的灵感来源。